# یواس‌اس کانستیتوشن
یواس‌اس کانستیتوشن (به انگلیسی: USS Constitution) قدیمی‌ترین کشتی شناور در حال مأموریت وابسته به نیروی دریایی در جهان، یک ناوچه سنگین با بدنه چوبی و سه دکل می‌باشد که در سال ۱۷۹۷ شروع به کار کرد. این کشتی توسط رئیس‌جمهور جورج واشنگتن و به افتخار قانون اساسی ایالات متحده آمریکا، یواس‌اس کانستیتوشن نام گرفت.
بیشتر شهرت کانستیتوشن به دلیل فعالیت‌های آن در جنگ ۱۸۱۲ علیه بریتانیای کبیر می‌باشد که در آن چندین کشتی تجاری را توقیف نموده و بر پنج کشتی جنگی بریتانیایی غلبه کرد. جنگ با کشتی بریتانیایی ساخته شده توسط فرانسه گوریر باعث دستیابی این کشتی به لقب پیر آهنین و ستایش عمومی مردم شد که بارها آن را از اوراق شدن نجات داد.
بعد از بازنشسته شدن در سال ۱۸۸۱ و پرداختن به خدمات جانبی، کانستیتوشن در سال ۱۹۰۷ به عنوان کشتی موزه ای انتخاب شد. کانستیتوشن در سال ۱۹۹۷ و در دویستمین سالروز تولدش با نیروی خود اقدام به دریانوردی نمود و این کار را در سال ۲۰۱۲ در دویستمین سالروز غلبه بر گوریر تکرار کرد.
ماموریت کنونی کانستیتوشن کمک به ارتقا و ترویج درک عمومی از نقش نیروی دریایی به هنگام جنگ و صلح از طریق حضور فعال در رخدادهای عمومی، برنامه‌های آموزشی و برنامه‌های نمایشی تاریخی می‌باشد . هم‌اکنون کانستیتوشن به عنوان یک کشتی در حال مأموریت دارای ۶۰ خدمه شامل افسرها و ملوان‌ها می‌باشد .